# 喜多方站
喜多方站（日语：／ Kitakata eki */?）是位於福岛县喜多方市字町田下無番地，屬於东日本旅客铁道（JR東日本）管辖的磐越西线上的鐵路車站。本站至郡山站区间为20,000伏特50 Hz交流电气化区间，至新津站区间則为非电气化区间。而本站和以东的各車站隶属仙台支社管辖，以西的各車站則归新潟支社管辖。

## 相鄰車站
東日本旅客鐵道
■磐越西線
□快速
盐川 →喜多方
■普通
会津丰川－喜多方－山都

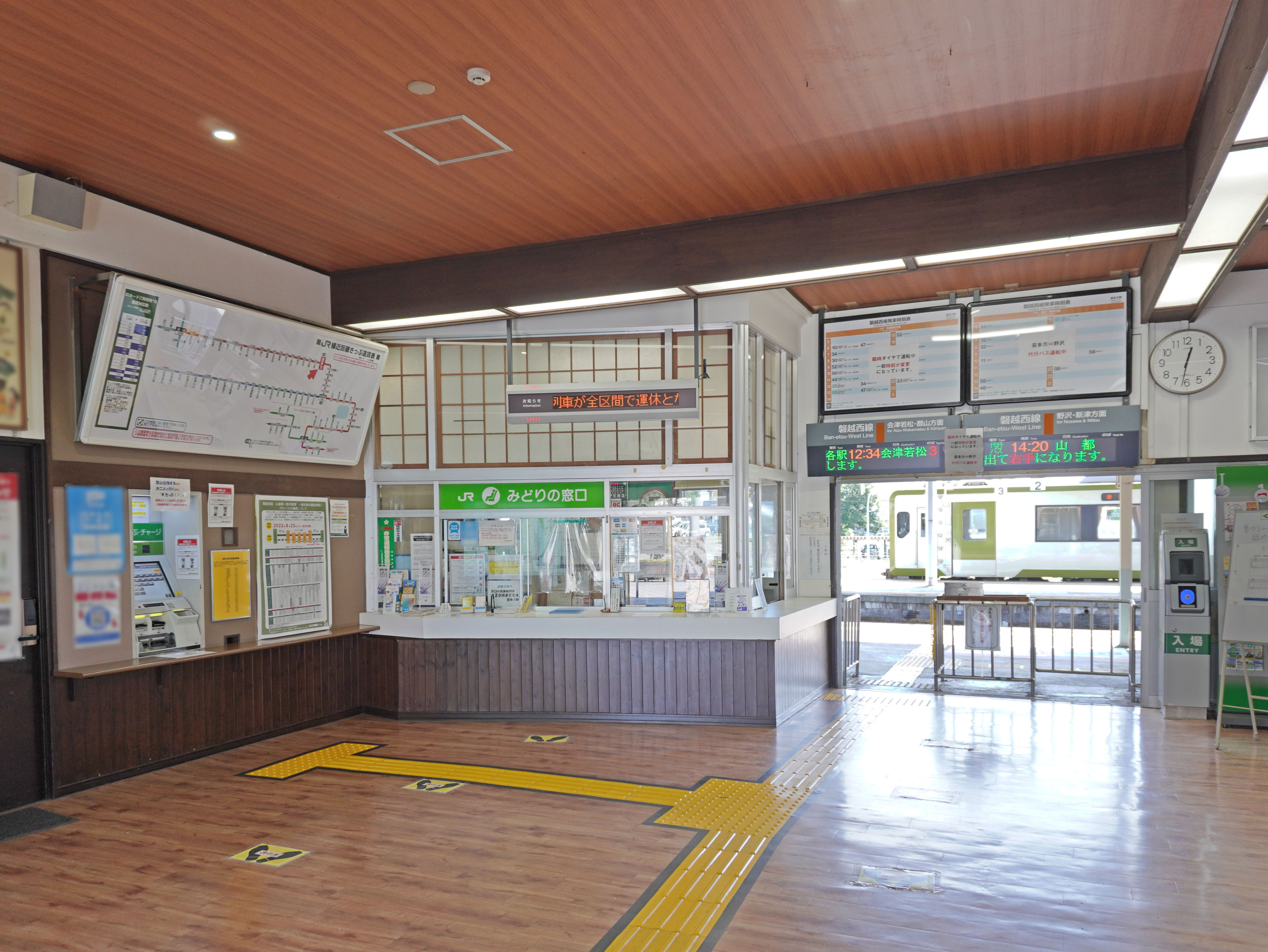
驗票口（2022年9月）
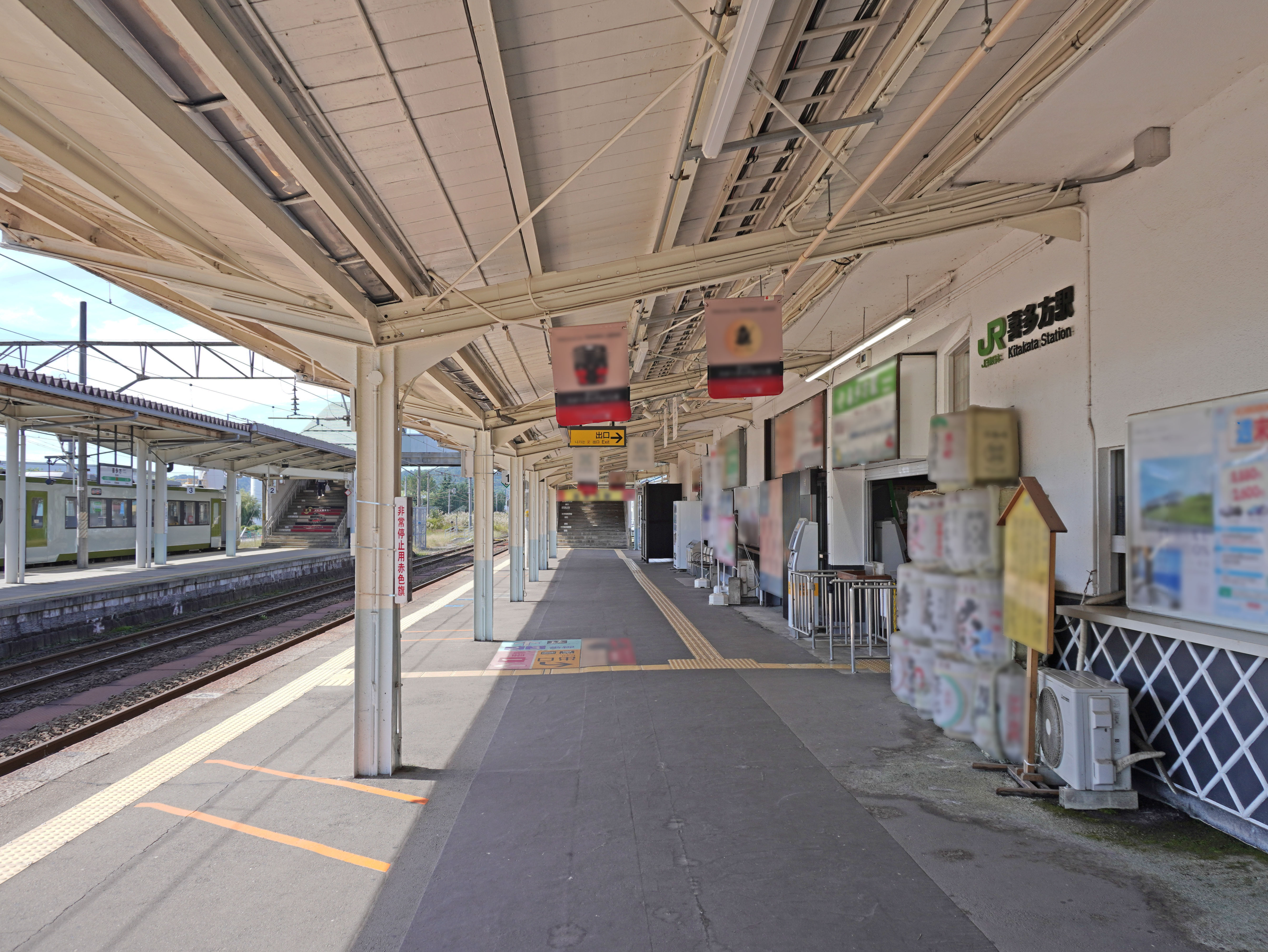
1號月台（2022年9月）
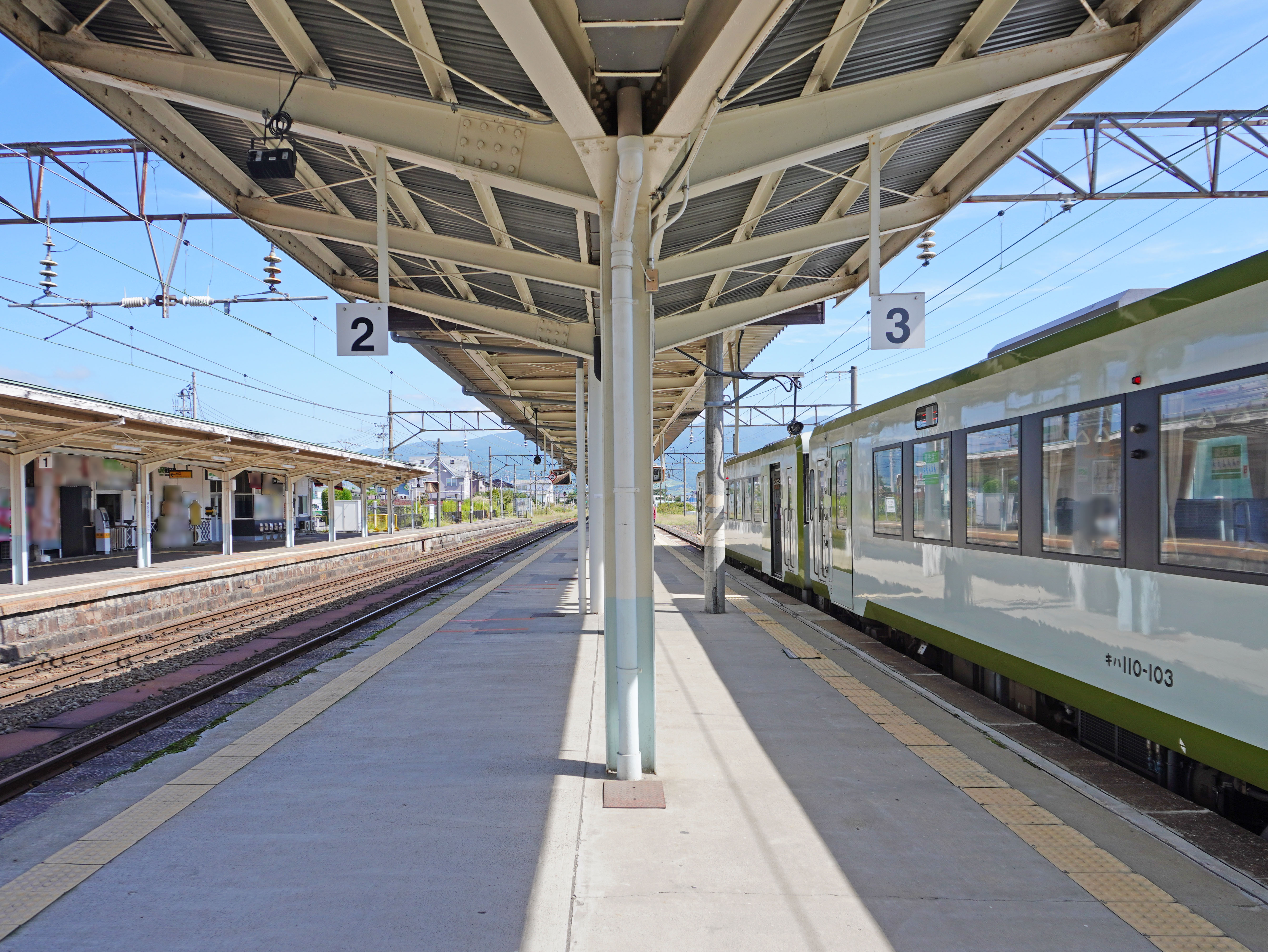
2號與3號月台（2022年9月）